# Fernando de Paul
Fernando Carlos de Paul Lanciotti (ur. 25 kwietnia 1991 w Álvarez) – chilijski piłkarz pochodzenia argentyńskiego występujący na pozycji bramkarza, reprezentant Chile, od 2023 roku zawodnik Colo-Colo.
W 2016 roku otrzymał chilijskie obywatelstwo.